# Orthostolus nepos
Orthostolus nepos är en skalbaggsart som beskrevs av Sharp 1908. Orthostolus nepos ingår i släktet Orthostolus och familjen glansbaggar. Inga underarter finns listade i Catalogue of Life.